# Ferdinand Bode
Ferdinand Bode (* 1. Juni 1906 in Bernkastel; † 14. April 1996) war ein deutscher Jurist und Richter am Bundesgerichtshof.

## Leben
Bode studierte Rechtswissenschaften in Köln und war ab 1926 Mitglied der katholischen Studentenverbindung KDStV Rheno-Baltia Köln im CV. 1932 wurde er ebenda mit einer Dissertation über den Lohnschiebungsvertrag (Vereinbarung zwischen Arbeitgeber und Arbeitnehmer mit dem Ziel einer Lohnverschleierung) promoviert.
Bode war als Oberlandesgerichtsrat am Oberlandesgericht Nürnberg tätig, bevor er von 1952 bis 1972 Richter am Bundesgerichtshof war. 1972 trat er in den Ruhestand.